# Otto VI. (Weimar-Orlamünde)

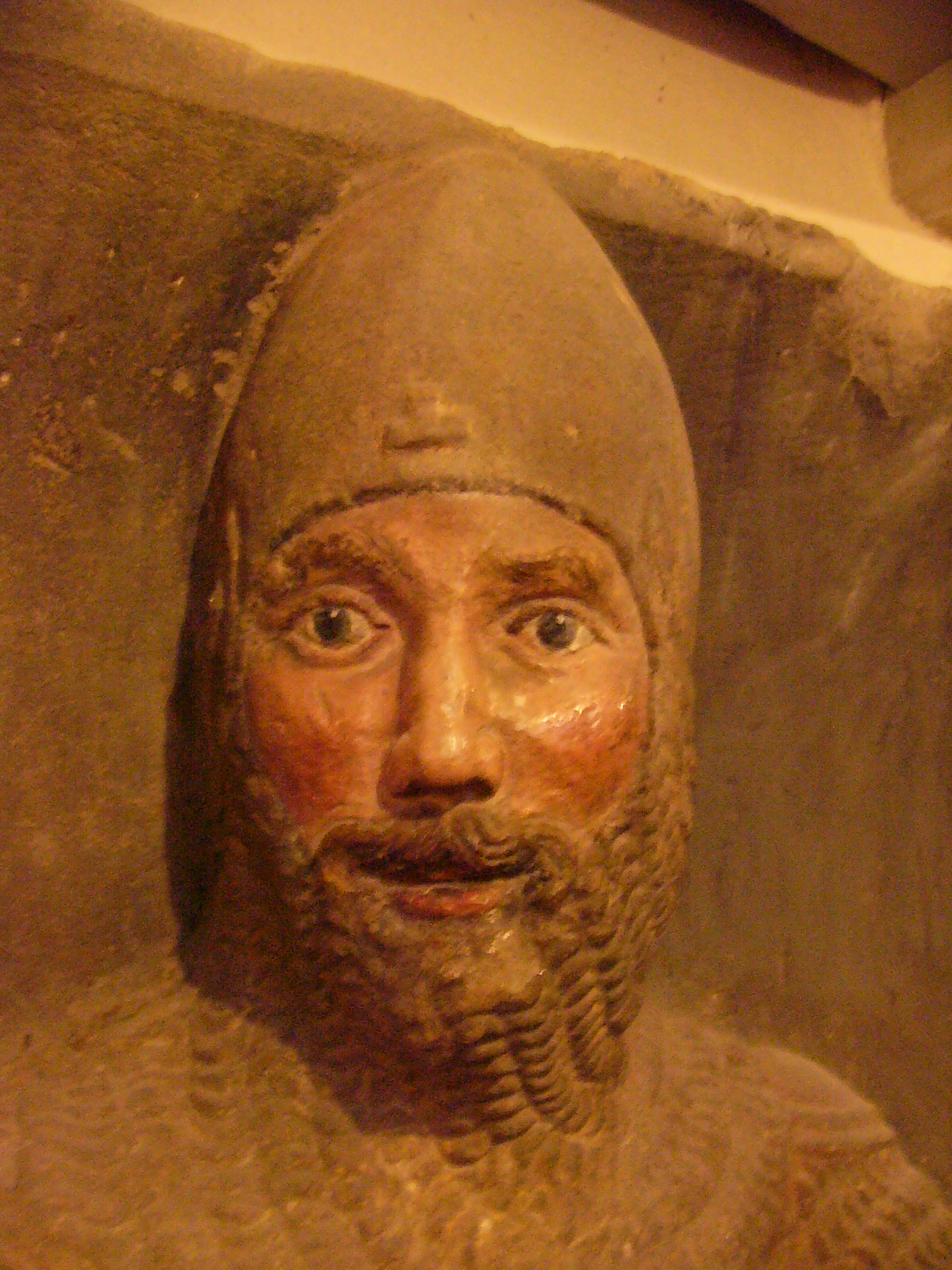
Ausschnitt aus dem Epitaph im Kloster Himmelkron

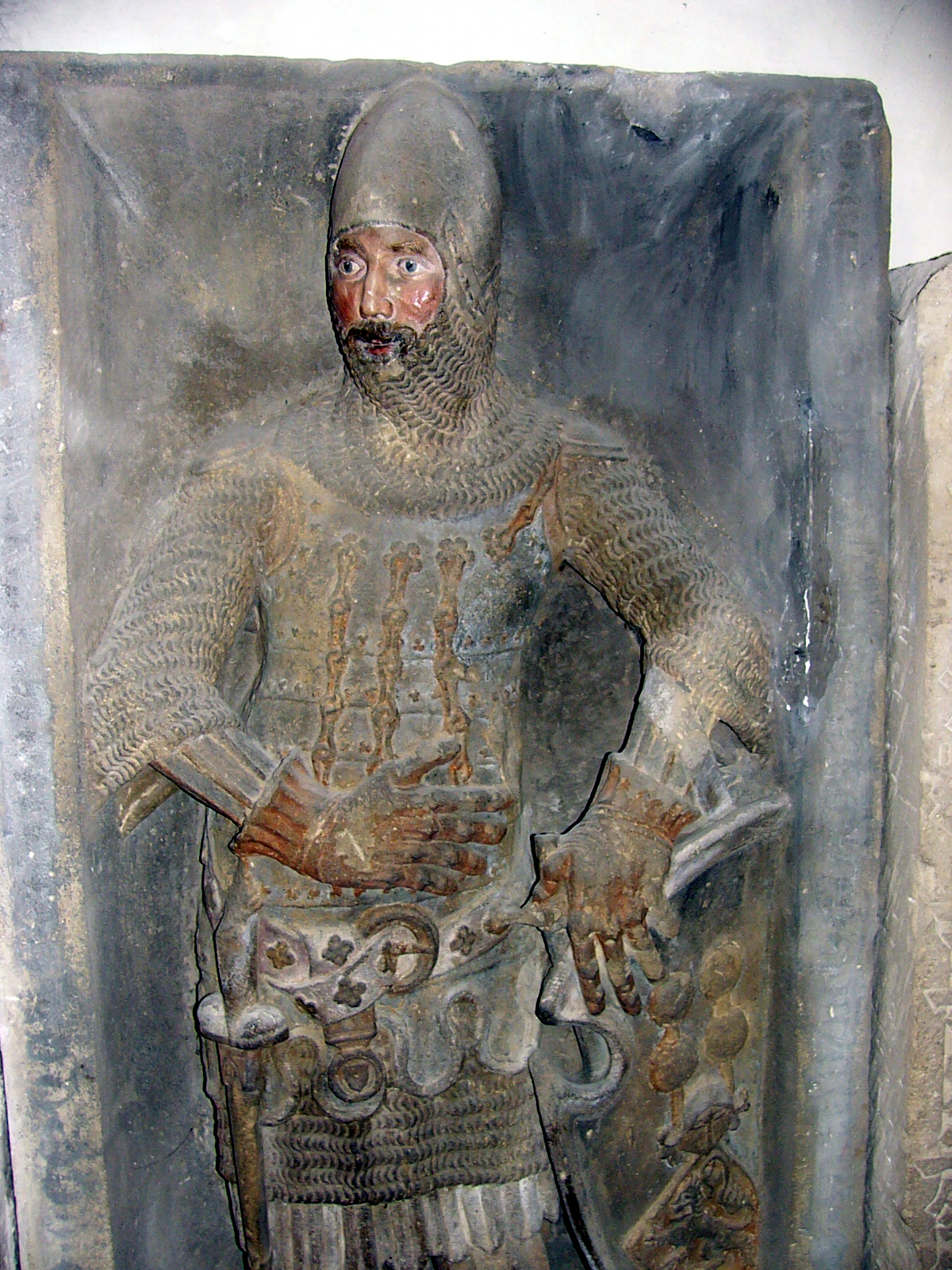
Epitaph Ottos

Otto VI. von Weimar-Orlamünde, nach anderer Zählweise auch Otto VII. (* 1297; † 1340) war ein Graf aus dem Geschlecht Weimar-Orlamünde.

## Leben
Otto VI. war der Sohn von Otto IV. von Weimar-Orlamünde und seiner ersten Frau Adelheid, geborene von Kevernburg. Er war der Enkel des Gründers Otto III. von Kloster Himmelkron und der letzte Graf des Hauses Orlamünde auf der Plassenburg.
Er war verheiratet mit Kunigunde aus dem Hause Leuchtenberg. Die Ehe blieb kinderlos. Dennoch will die Sage in Kunigunde das Urbild der Weißen Frau der Hohenzollern sehen, die ihre beiden Kinder ermordet habe und zur Buße Warnhinweise aus dem Jenseits geben müsse. Das entbehrt aber der Grundlage, da, wie gesagt, die Ehe kinderlos blieb.
Zum Zeitpunkt seines Todes 1340 hatte Otto von dem Nürnberger Burggrafen Johann auf die Plassenburg ein Darlehen von 4000 Pfund Heller erhalten. Entsprechend einer 1337 vereinbarten Erbverbrüderung zwischen Otto und Johann wurden, da die Ehe kinderlos geblieben war, der Witwe Kunigunde 3000 Pfund Heller gezahlt, womit die Plassenburg in den Besitz des Nürnbergers überging. Die von Otto und Kunigunde an Kindes statt angenommene Podika von Schaumberg wurde 1341 von Johann bei der Heirat mit dem Ritter Poske Schweritz mit 1500 Schock Groschen ausgestattet.
Kunigunde kaufte von Johann und Albrecht dem Schönen für 5000 Pfund Heller Schloss und Dorf Gründlach und errichtete dort das Kloster Himmelthron. Die übrigen Einkünfte aus dem Erbe ließ sie dem Kloster zukommen, in das sie später eintrat und als dessen Äbtissin sie starb. Ihr Epitaph ist dort erhalten.

## Epitaph
Das Epitaph Ottos VI. befindet sich in der Stiftskirche des Klosters Himmelkron. Zentrales Motiv ist der Graf in zeitgenössischer Rüstung: Er trägt einen Kettenpanzer, Waffenrock und Beinschienen und stützt sich auf einen Tartschenschild. Das Epitaph schreibt man dem sogenannten Wolfskeelmeister zu.